# Eudemische Ethik

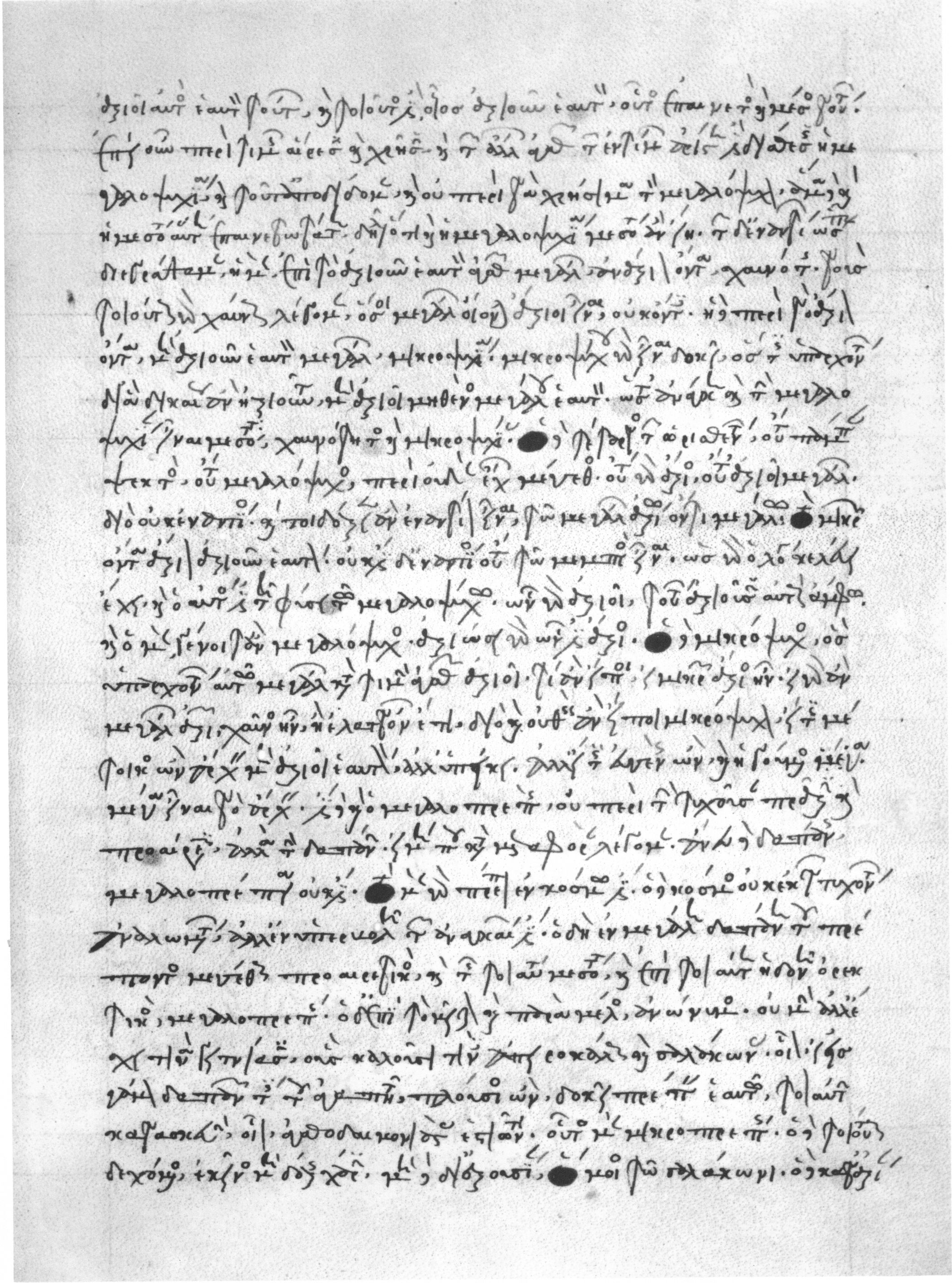
Die Eudemische Ethik in der 1279 geschriebenen Handschrift Cambridge, University Library, MS. Ii.5.44, fol. 120r

Die Eudemische Ethik gehört neben der Nikomachischen Ethik und der Großen Ethik (Magna Moralia) zu den drei unter dem Namen des Aristoteles überlieferten Abhandlungen zu seiner Ethik. Im 19. Jahrhundert war ihre Echtheit umstritten, doch seit Werner Jaeger (1923) hat sich die Auffassung durchgesetzt, dass sie ein Werk des Aristoteles und vor der Nikomachischen Ethik entstanden ist.
Das Werk weist acht Bücher auf. Die sogenannten „kontroversen Bücher“ IV-VI entsprechen den Büchern V-VII der Nikomachischen Ethik. Aufgrund der handschriftlichen Überlieferung wird heute vermutet, dass sie ursprünglich zur Nikomachischen Ethik gehörten.
Die Eudemische Ethik ist nach der heute in der Altertumswissenschaft vorherrschenden Auffassung dem jung verstorbenen Freund und Schüler des Aristoteles Eudemos von Rhodos gewidmet. Wegen des – nicht vom Autor stammenden – Titels wurde die Eudemische Ethik schon in der Antike und noch bis ins späte 19. Jahrhundert oft für ein Werk des Eudemos von Rhodos gehalten. Gelegentlich wird in der Forschung auch ein anderer Freund des Aristoteles, Eudemos von Zypern, als Adressat in Betracht gezogen.

## Inhalt
Buch I behandelt die Glückseligkeit (eudaimonia) als das Ziel des menschlichen Handelns. Aristoteles fragt nach den Voraussetzungen des glücklichen Lebens und den ihnen entsprechenden Lebensformen. Die Bücher II bis VI erörtern das Thema der Tugend (Arete). Es wird zwischen Charakter- (aretai êthikai) und Verstandestugenden (aretai dianoêtikai) unterschieden, die auch unterschiedlichen Seelenteilen angehören. Das Buch VII analysiert das Phänomen der Freundschaft. Buch VIII enthält Bemerkungen über die Klugheit (phronesis), Schön- und Gutsein (kalokagathia) und das Verhältnis von Erfolg (eutychia) und Glück (eudaimonia).

## Ausgaben
- Richard R. Walzer / Jean Mingay (Hrsg.): Aristotelis ethica Eudemia. Oxford University Press, Oxford 1991, ISBN 0-19-814575-6
- Christopher Rowe (Hrsg.): Aristotelis ethica Eudemia (= Oxford Classical Texts). Oxford University Press, Oxford 2023, ISBN 978-0-19-883832-6

## Übersetzungen
- Aristoteles: Eudemische Ethik. Übersetzt von Franz Dirlmeier. Akademie-Verlag, Berlin 1962 (Aristoteles, Werke in deutscher Übersetzung. Herausgegeben von Ernst Grumach, Bd. 7).
- Aristotle’s Eudemian Ethics: Books I, II, and VIII. Transl. with a comm. by Michael John Woods. Clarendon Press 1982, 2. Auflage 1992.